# 陳耀初
陳耀初（Andrew Chan），香港前任富藍區區議員、資訊科技顧問，前將軍澳民生關注組成員。
於2020年1月，富藍選區內富寧花園業主立案法團舉行換屆選舉，於去年區選擊敗親中派陳博智的陳耀初，於參選期間，被競選對手在屋苑商場擺放的電視播放影片抹黑。影片顯示11月陳耀初路過商場內其競選對手租用，親中派新界社團聯會的辦事處，並暗示陳跟辦事處於另一日被破壞的事件有關。而該辦事處，本來正是陳博智的議員辦事處所在，事件期間該位置的新社聯辦事處門外，亦見印上其名字樣貌的海報。陳耀初及後表明，將會保留追究權利。

## 區議會生涯
2019年10月4日，陳耀初代表將軍澳民生關注組及區政聯盟正式參選2019年區議會選舉，出戰西貢區富藍選區。
最終，陳耀初以4743票，擊敗民建聯陳博智，成功當選。
2023年卸任後，已於2024年移居加拿大愛民頓。

## 外部參考
- 西貢區議會網站